# Kees van Ierssel
Corneli "Kees" Claudio Henricus van Iersel (Breda, 6 de desembre de 1945) és un exfutbolista neerlandès.